# إيرني سي
إيرني سي (بالإنجليزية: Ernie C)‏ هو منتج أسطوانات وعازف قيثارة أمريكي، ولد في 10 يونيو 1959 في سانت لويس في الولايات المتحدة.

## وصلات خارجية
- إيرني سي على موقع ميوزك برينز (الإنجليزية)
- إيرني سي على موقع أول ميوزيك (الإنجليزية)
- إيرني سي على موقع ديسكوغز (الإنجليزية)